# ラ・ディーグ島およびインナー諸島
ラ・ディーグ島およびインナー諸島（英語: La Digue and Inner Islands、フランス語: La Digue et les îles Intérieures、セーシェル・クレオール語: Ladig）は、セーシェルの地区のひとつ。

## 主な島

- ラ・ディーグ島
- シルエット島
- フレガット島（英語版）
- ノール島（英語版）
- フェリシット島（英語版）